# Токкоа (Джорджія)
Токкоа (англ. Toccoa) — місто (англ. city) в США, в окрузі Стівенс штату Джорджія. Населення — 9133 особи (2020).

## Географія
Токкоа розташована за координатами 34°34′50″ пн. ш. 83°19′34″ зх. д. / 34.58056° пн. ш. 83.32611° зх. д. (34.580656, -83.326220).  За даними Бюро перепису населення США в 2010 році місто мало площу 24,79 км², з яких 24,61 км² — суходіл та 0,18 км² — водойми.

### Клімат
| Клімат : Токкоа         | Клімат : Токкоа | Клімат : Токкоа | Клімат : Токкоа | Клімат : Токкоа | Клімат : Токкоа | Клімат : Токкоа | Клімат : Токкоа | Клімат : Токкоа | Клімат : Токкоа | Клімат : Токкоа | Клімат : Токкоа | Клімат : Токкоа | Клімат : Токкоа |
| Показник                | Січ.            | Лют.            | Бер.            | Квіт.           | Трав.           | Черв.           | Лип.            | Серп.           | Вер.            | Жовт.           | Лист.           | Груд.           | Рік             |
| Абсолютний максимум, °C | 27,8            | 26,7            | 33,9            | 35,0            | 37,2            | 40,0            | 41,7            | 40,0            | 40,0            | 35,6            | 31,7            | 26,7            | 41,7            |
| Середній максимум, °C   | 10,6            | 12,8            | 17,3            | 21,9            | 25,7            | 29,4            | 30,9            | 30,4            | 27,4            | 22,2            | 17,2            | 11,8            | 21,5            |
| Середній мінімум, °C    | −0,3            | 1,2             | 4,4             | 8,7             | 13,2            | 18,2            | 20,2            | 20,0            | 16,3            | 10,2            | 4,8             | 1,1             | 9,9             |
| Абсолютний мінімум, °C  | −20,6           | −18,3           | −12,8           | −3,9            | 0,6             | 3,9             | 10,6            | 10,0            | 1,1             | −3,9            | −12,8           | −17,2           | −20,6           |
| Норма опадів, мм        | 136             | 132             | 130             | 99              | 95              | 129             | 129             | 129             | 119             | 113             | 115             | 132             | 1457            |
| ----------------------- | --------------- | --------------- | --------------- | --------------- | --------------- | --------------- | --------------- | --------------- | --------------- | --------------- | --------------- | --------------- | --------------- |
| Джерело: NOAA           |                 |                 |                 |                 |                 |                 |                 |                 |                 |                 |                 |                 |                 |

## Демографія
Згідно з переписом 2010 року, у місті мешкала 8491 особа в 3562 домогосподарствах у складі 2289 родин. Густота населення становила 343 особи/км².  Було 4195 помешкань (169/км²).
Расовий склад населення:
| - 73,1 % — білих - 21,8 % — чорних або афроамериканців - 1,1 % — азіатів - 0,4 % — корінних американців |

До двох чи більше рас належало 2,6 %. Частка іспаномовних становила 2,4 % від усіх жителів.
За віковим діапазоном населення розподілялося таким чином: 23,6 % — особи молодші 18 років, 58,1 % — особи у віці 18—64 років, 18,3 % — особи у віці 65 років та старші. Медіана віку мешканця становила 39,7 року. На 100 осіб жіночої статі у місті припадало 83,8 чоловіків;  на 100 жінок у віці від 18 років та старших — 79,7 чоловіків також старших 18 років.
Середній дохід на одне домашнє господарство  становив 50 962 долари США (медіана — 33 527), а середній дохід на одну сім'ю — 63 111 долар (медіана — 45 028). Медіана доходів становила 34 550 доларів для чоловіків та 26 049 доларів для жінок. За межею бідності перебувало 23,2 % осіб, у тому числі 27,1 % дітей у віці до 18 років та 9,6 % осіб у віці 65 років та старших.
Цивільне працевлаштоване населення становило 3028 осіб. Основні галузі зайнятості: виробництво — 26,5 %, освіта, охорона здоров'я та соціальна допомога — 24,8 %, мистецтво, розваги та відпочинок — 11,8 %, роздрібна торгівля — 9,6 %.

## Відомі люди
В Токкоа народились або мешкали:
- Пол Андерсон (1932—1994)
- Джеймс Браун (1933—2006) — американський співак, композитор
- Дейл Девіс (* 1969)
- Дефорест Келлі (1920—1999) — американський актор, сценарист, поет і співак
- Орал Робертс (1918—2009)
- Кімберлі Роадс Шлапман (* 1969)